# Liten rosenkremla
Liten rosenkremla (Russula minutula) är en svampart som beskrevs av Velen. 1920. Liten rosenkremla ingår i släktet kremlor och familjen kremlor och riskor.  Arten är reproducerande i Sverige. Inga underarter finns listade i Catalogue of Life.

## Bildgalleri